# Litwa na Mistrzostwach Świata w Lekkoatletyce 2013
Litwa na Mistrzostwach Świata w Lekkoatletyce 2013 – reprezentacja Litwy podczas czempionatu w Moskwie liczyła 14 zawodników.

## Występy reprezentantów Litwy

### Mężczyźni

#### Konkurencje biegowe
| Konkurencja   | Zawodnik          | Runda 1  | Runda 1 | Półfinał | Półfinał | Finał    | Finał   |
| Konkurencja   | Zawodnik          | Rezultat | Pozycja | Rezultat | Pozycja  | Rezultat | Pozycja |
| ------------- | ----------------- | -------- | ------- | -------- | -------- | -------- | ------- |
| Chód na 20 km | Marius Žiūkas     | —        | —       | —        | —        | 1:25:17  | 25.     |
| Chód na 50 km | Tadas Šuškevičius | —        | —       | —        | —        | 4:01:29  | 38.     |

#### Konkurencje techniczne
| Konkurencja  | Zawodnik          | Eliminacje | Eliminacje | Finał    | Finał   |
| Konkurencja  | Zawodnik          | Rezultat   | Pozycja    | Rezultat | Pozycja |
| ------------ | ----------------- | ---------- | ---------- | -------- | ------- |
| Rzut dyskiem | Virgilijus Alekna | 61,91      | 16.        | NQ       | NQ      |

### Kobiety

#### Konkurencje biegowe
| Konkurencja   | Zawodnik                   | Runda 1    | Runda 1 | Półfinał | Półfinał | Finał        | Finał   |
| Konkurencja   | Zawodnik                   | Rezultat   | Pozycja | Rezultat | Pozycja  | Rezultat     | Pozycja |
| ------------- | -------------------------- | ---------- | ------- | -------- | -------- | ------------ | ------- |
| Bieg na 100 m | Lina Grinčikaitė           | 11,48      | 28.     | NQ       | NQ       | NQ           | NQ      |
| Bieg na 400 m | Agnė Šerkšnienė            | 52,28 (PB) | 23. q   | 52,48    | 23.      | NQ           | NQ      |
| Bieg na 800 m | Eglė Balčiūnaitė           | 2:08,77    | 30.     | NQ       | NQ       | NQ           | NQ      |
| Maraton       | Živilė Balčiūnaitė         | —          | —       | —        | —        | 2:41:09 (SB) | 20.     |
| Maraton       | Remalda Kergytė            | —          | —       | —        | —        | 2:47:30      | 30.     |
| Maraton       | Diana Lobačevskė           | —          | —       | —        | —        | 2:37:48      | 12.     |
| Chód na 20 km | Neringa Aidietytė          | —          | —       | —        | —        | 1:34:32      | 41.     |
| Chód na 20 km | Kristina Saltanovič        | —          | —       | —        | —        | 1:32:11 (SB) | 21.     |
| Chód na 20 km | Brigita Virbalytė-Dimšienė | —          | —       | —        | —        | 1:31:58      | 20.     |

#### Konkurencje techniczne
| Konkurencja  | Zawodnik          | Eliminacje | Eliminacje | Finał    | Finał   |
| Konkurencja  | Zawodnik          | Rezultat   | Pozycja    | Rezultat | Pozycja |
| ------------ | ----------------- | ---------- | ---------- | -------- | ------- |
| Rzut dyskiem | Zinaida Sendriūtė | 64,16      | 1. Q       | 62,54    | 9.      |
| Skok wzwyż   | Airinė Palšytė    | 1,92       | 1. Q       | 1,89     | 12.     |